# Gadira petraula
Gadira petraula là một loài bướm đêm trong họ Crambidae.